# Miguelanxo Prado

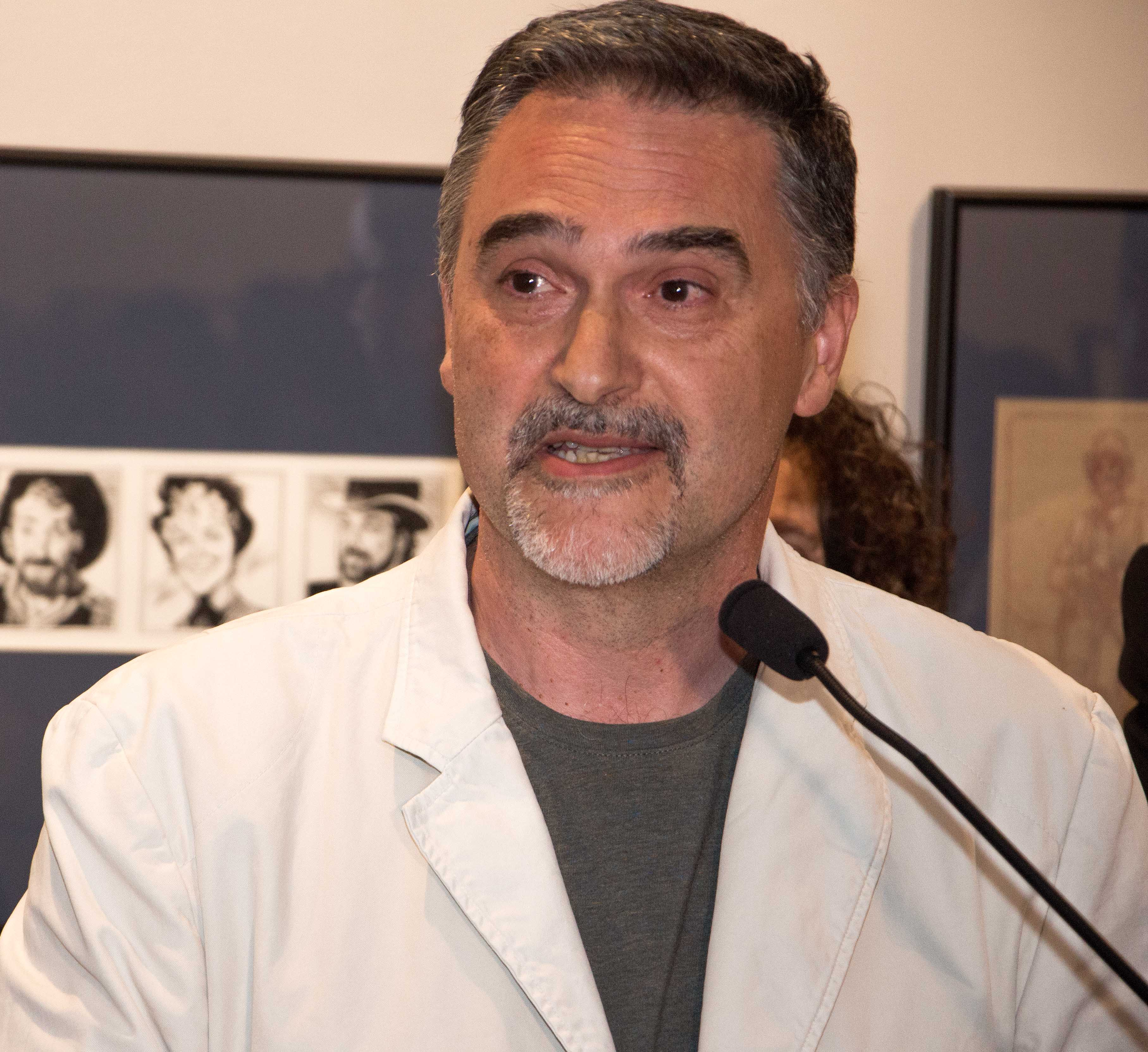
Miguelanxo Prado (2017)

Miguelanxo Prado (manchmal auch hispanisiert Miguel Ángel Prado; * 1958 in A Coruña) ist ein spanischer Comiczeichner.
Bevor Prado seine Karriere als Comiczeichner begann, studierte er Architektur und war als Autor tätig. Seine ersten Zeichnungen veröffentlichte er in Fanzines. Für seine Comics nutzt er die Technik der Direktkolorierung, bei der das Original selbst bereits farbig erstellt wird. Prado, „dessen scheinbar liebliche Bilder durch die Inhalte und Aufhebung der Fluchtlinie beim Lesen eher alptraumhafte Gefühle auslösen“, gilt laut Gerhard Habarta und Harald Havas als „der wohl bedeutendste spanische Comic-Zeichner der jüngeren Generation“.
Prado beeinflusste unter anderem den japanischen Comiczeichner Taiyō Matsumoto.

## Auszeichnungen
In der Kategorie Beste deutschsprachige Comic-Publikationen erhielt Prado 1990 für Der tägliche Wahn den Max-und-Moritz-Preis. In der Kategorie Best Anthology erhielt er 2004 den Eisner Award. Bei der Verleihung des Goya 2007 war Prado in der Kategorie Bester Animationsfilm nominiert.